# Station Haddenham and Thame Parkway
Haddenham and Thame Parkway is een spoorwegstation van National Rail in Haddenham, Aylesbury Vale in Engeland. Het station is eigendom van Network Rail en wordt beheerd door Chiltern Railways. 